# Concrete
Concrete es un comic book creado y escrito por Paul Chadwick, y publicado por la editorial Dark Horse Comics. La historia se centra en un hombre que ha sufrido una terrible experiencia que le confina en un cuerpo de piedra, casi indestructible, pero que lo aísla sensorialmente del exterior. 
En las historias cortas de Concrete, el autor sabe transmitirnos la importancia de esas pequeñas cosas que apenas valoramos en nuestra vida diaria: la sensación de aire en la cara, los olores, la caricia de una mano, todo lo que le ha sido arrebatado a Ron Lithgow por los experimentos de una extraña raza extraterrestre que trasplantó su cerebro a un cuerpo de piedra.

## Origen deConcrete
Ronald Lightgow era el redactor de discursos del senador Mark Douglas y un día que iba de camping con su amigo Michael descubrieron en una montaña una guarida secreta de alienígenas de aspecto rocoso que trasplanta los cerebros de Ron y de Michael en cuerpos rocosos. Ellos estuvieron desesperados por sus vidas y escaparon de la guarida, pero Michael murió. Ron tuvo que acostumbrarse de su nuevo cuerpo en la sociedad pero no iba a ser muy fácil, tenía que no tener sospechas de su cuerpo alienígena y tuvieron que urgir el engaño de ser un ciborg del gobierno. Desde entonces la doctora Maureen Vonnegut investiga en secreto a Concrete. Además de a ella, Concrete también tiene a su ayudante Larry Munro. Las historias de Concrete tratan sobre la vida y la adaptación de un rocoso en la ciudad.
Concrete también puede saltar metros de distancia, ver de noche perfectamente y también puede ver un cartel a más de un Kilómetro de distancia; también puede aguantar la respiración durante una media hora.

## Publicación (en España)
Concrete ha sido publicado por la editorial Dark Horse entre 1986 y 2012. En el caso de España, la han llegado a publicar las editoriales Norma Editorial y Planeta DeAgostini.

### Norma Editorial
El primer cómic que publicó Norma de Concrete sería una edición española del tomo americano Concrete: Short Stories 1986-1989 dentro de su Colección B/N que es un formato mayor que el original americano, de 22'5 x 30 cm.
- Colección B/N: Concrete, Historias Completas 1986-1989 (marzo de 1996): Contiene las historias cortas de Concrete publicadas originalmente en Dark Horse Presents #1-6, 8, 10, 12, 14, 16, 18, 20, 22, 28 y 32. Incluye unas introducciones de Archie Goodwin y Paul Chadwick. Consta de 144 páginas.
Tras un lapso de unos años (que cubriría Planeta DeAgostini), Norma volvería a publicar la serie, esta vez en su totalidad, basándose en la última reedición americana de Dark Horse la cual consta de 7 tomos de aproximadamente 200 páginas. En este formato, al igual que la edición americana, se editó en un formato reducido al original de publicación, siendo de 15'5 x 23 cm. Por otro lado, las miniseries y especiales publicados originalmente en color se editan en blanco y negro en esta edición.
- Concrete Libro 1: Las Profundidades (junio de 2006): Contiene Concrete #1-5; las historias cortas de Concrete de Dark Horse Presents #1, 8, 10, 150 y Dark Horse Annual 1999 además de la historia corta "El Vagabundo" publicada en la antología Streetwise. Incluye una introducción de Paul Chadwick y una galería de 4 ilustraciones del autor. Consta de 208 páginas.
- Concrete Libro 2: Las Alturas (diciembre de 2006): Contiene Concrete #6-10; Concrete: Odd Jobs; las historias cortas de Concrete de Dark Horse Presents #14 y 22 y el Concrete Color Special #1. Incluye una introducción de Paul Chadwick y una galería de las contraportadas de los cómics reeditados en el tomo 1 y 2. Consta de 208 páginas.
- Concrete Libro 3: Una Criatura Frágil (febrero de 2007): Contiene la miniserie Concrete: Fragile Creature #1-4 y las historias cortas de Dark Horse Presents #4-6, 12, 38, 66 y 100-3. Incluye una introducción de Paul Chadwick y una galería de 8 ilustraciones del autor. Consta de 208 páginas.
- Concrete Libro 4: La Sonrisa del Asesino (junio de 2007): Contiene la miniserie Concrete: Killer Smile #1-4; las historias cortas de Concrete de Dark Horse Presents #2, 3, 32 y 87; Concrete: Eclectia #1; Dark Horse Maverick 2000; Within Our Reach y las historias cortas de los "100 Horrores" publicadas de complemento en Eclectia #1 y 2, Killer Smile #1-4 y Think Like a Mountain #1-5. Incluye una introducción de Paul Chadwick y las portadas de la miniserie Killer Smile. Consta de 208 páginas.
- Concrete Libro 5: Piensa como una Montaña (agosto de 2007): Contiene la miniserie de Concrete: Think Like a Mountain #1-6; Concrete Celebrates Earth Day 1990 #1; Dark Horse Presents Fifth Anniversary Special; San Diego Comic Con Comics #2; Dark Horse Extra #1-4 y Dark Horse Presents #16 y 28. Incluye una introducción de Paul Chadwick y las portadas de Think Like a Mountain. Consta de 208 páginas.
- Concrete Libro 6: Una Extraña Armadura (octubre de 2007): Contiene la miniserie Concrete: Strange Armor #1-5; las historias cortas de Concrete: Eclectia #2; Dark Horse Presents #1, 18 y #20; A Decade of Dark Horse #4; la historia corta "El Edificio que no Explotó" de la antología AutobioGraphix además de dos historias cortas que se publicaron por primera vez en la edición americana de este volumen. Incluye una introducción de Paul Chadwick y las cinco portadas originales de Strange Armor. Consta de 208 páginas.
- Concrete Libro 7: El Dilema Humano (diciembre de 2007): Contiene la miniserie Concrete: The Human Dilema #1-6 además de dos historias cortas procedentes de la edición americana. Incluye una introducción de Paul Chadwick y las portadas originales de The Human Dilema. Consta de 160 páginas.

### Planeta DeAgostini
Planeta llegó a editar las miniseries Strange Armor y Killer Smile en dos tomos en tapa blanda con solapas. Son la única edición española de los cómics del personaje editados en el formato original de publicación y en color.
- Concrete: Extraña Armadura (diciembre de 1998): Contiene la miniserie Concrete: Strange Armor #1-5. Incluye una introducción de Lorenzo F. Díaz y textos de Paul Chadwick además de ilustraciones del autor y las portadas de la miniserie. Consta de 136 páginas.
- Concrete: Killer Smile (octubre de 1999): Contiene la miniserie Concrete: Killer Smile #1-4. Incluye una introducción de Frank Miller y textos de Paul Chadwick explicando el proceso de creación además de las portadas de la miniserie. Consta de 120 páginas.